# Films About Ghosts (The Best Of...)
Films About Ghosts (The Best Of...) è una raccolta dei successi dei Counting Crows, pubblicata nel 2003.

## Tracce
1. Angels of the Silences – 3:40
2. Round Here – 5:32
3. Rain King – 4:17
4. A Long December – 4:59
5. Hanginaround – 4:16
6. Mrs. Potter's Lullaby – 7:47
7. Mr. Jones – 4:34
8. Recovering the Satellites – 5:25
9. American Girls – 4:36
10. Big Yellow Taxi – 3:47
11. Omaha – 4:41
12. Friend of the Devil – 4:37
13. Einstein on the Beach – 3:54
14. Anna Begins – 4:33
15. Holiday in Spain – 3:51
16. She Don't Want Nobody Near – 3:08
17. Blues Run the Game – 3:51